# 스마트 라디오
스마트 라디오는 KBS 1라디오에서 2013년 4월 8일부터 2014년 4월 5일까지 1년간 방송됐던 생활정보 프로그램이다.
진행자는 이영호 아나운서이며, 방송시간은 월~토요일 밤 8시 10분부터 밤 8시 58분까지이다.

## 같이 보기
- KBS
- KBS 제1라디오

| KBS 1라디오 프로그램       |               |                                       |
| 이전                       | 스마트 라디오 | 다음                                  |
| 생방송 글로벌 대한민국 2부 | 스마트 라디오 | KBS 뉴스 9 (1TV 수중계) 스포츠 스포츠 |
|                            |               |                                       |
|                            |               |                                       |